# Vulcan (Lutterworth)
Vulcan is een Brits merk van motorfietsen.
De bedrijfsnaam is: Vulcan Motorcycles Ltd, Vedonis Works, Lutterworth, Leicestershire. 
Dit is een bedrijf dat vanaf 2000 lichte motorfietsjes ging leveren "in samenwerking met een Chinees bedrijf". Waarschijnlijk betekent dit dat de motorfietsen geheel in China geproduceerd worden. Men levert een toermodel, een custom en een scooter, allemaal met een 125 cc motorblokje.
- Voor andere merken met de naam Vulcan, zie Vulcan (Turnov) - Vulcan (Welshpool).